# Otto Winter-Hjelm

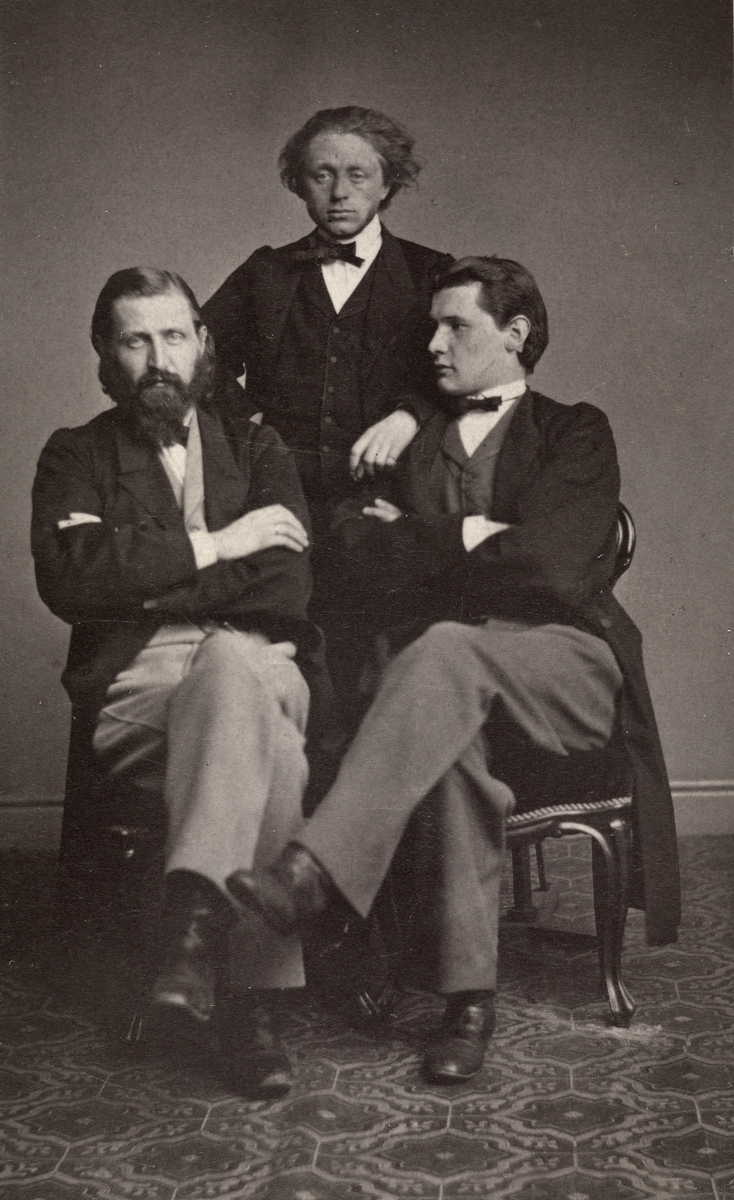
Otto Winther-Hjelm (links).

Otto Winter-Hjelm (* 8. Oktober 1837 in Christiania; † 3. Mai 1931 in Oslo) war ein norwegischer Komponist, Dirigent, Organist, Musikkritiker und -pädagoge.

## Leben
Winter-Hjelm begann nach dem Abschluss der Kathedral-Schule von Christiania 1855 ein Theologiestudium. Daneben nahm er Klavierunterricht bei Wilhelm Hermann Neupert und war Schüler von Halfdan Kjerulf, der ihm zu einem Musikstudium riet. 1857–58 studierte er am Leipziger Konservatorium. Nach seiner Rückkehr nach Christiania wurde er Kompositionsschüler von Carl Arnold, unter dessen Anleitung sein erstes Werk, ein Klaviertrio, entstand.
Mit einem öffentlichen Stipendium setzte er von 1861 bis 1863 seine Ausbildung am Stern’schen Konservatorium in Berlin bei Theodor Kullak und Richard Wüerst fort. Hier entstand neben anderen Werken seine Sinfonie B-Dur, die als erste klassische Sinfonie eines norwegischen Komponisten gilt. Nach seiner Rückkehr wurde er Dirigent der Philharmonischen Gesellschaft von Christiania. 1864 gründete er mit dem Geiger Gudbrand Bøhn eine Musikschule, an der unbemittelte Schüler kostenlosen Unterricht erhielten. Er widmete sich der Förderung der Volksmusik auch im Schulunterricht und verfasste eine Klavierschule mit Volksmusikarrangements in zunehmender Schwierigkeit.
Mit Edvard Grieg baute er 1867 die Schule zu einer Musikakademie aus. Diese hatte nur kurzen Bestand, hatte aber Studenten wie Per Winge, Per Lasson und Halfdan Cleve. Von 1874 bis 1921 war er Organist an der Trefoldighetskirken. Hier war er im Hymnenstreit (Salmesangstriden) Widersacher von Ludvig Mathias Lindeman. 1876 gab er die mit wissenschaftlichen Bemerkungen versehenen 37 ældre Salmemelodier heraus. Im Wintersemester 1886–87 hielt er an er Universität von Kristiana eine gut besuchte Vorlesungsreihe über Musikens Elementer. Von 1886 bis 1913 schrieb er regelmäßig Musikkritiken für die Aftenposten.

## Werke
- Symfoni nr. 1 in B-Dur, 1861
- Symfoni nr. 2 in h-Moll, 1862
- Thormod Kolbrunarskald, Kantate, 1863
- 37 ældre Salmemelodier, 1876
- Luther-Kantate, 1883
- Lyset, Kantate (nach Bjørnstjerne Bjørnson), 1897